# Socrate (DGA)
Pour les articles homonymes, voir Socrates (homonymie).
Le programme Socrate est un programme de communications fixes inter-sites de l'armée française. Déployé en métropole, il unifie les infrastructures de télécommunication des différentes armées et il est mis en œuvre par la direction interarmées des réseaux d'infrastructure et des systèmes d'information.